# Суражевка (Приморский край)
Сура́жевка — село, основано в 1902 году, расположенное в Артёмовском городском округе. Расположено к северо-востоку от Артёма, по дороге 16 км. Численность населения 1.944 жителей.

## Образование
Система сельского образования включает в себя общеобразовательную школу № 5 и одно дошкольное образовательное учреждение № 37.

## Население
Население на 1915 год: мужчин 326, женщин 302, всего жителей 628, проживало в 97 дворах.
| 1915 | 1926 | 2002  | 2010  | 2021  |
| ---- | ---- | ----- | ----- | ----- |
| 549  | ↗553 | ↗1846 | ↗1944 | ↘1926 |

## Список улиц
- Грибная
- Костромская
- Краснодарская
- Кубанская
- Ягодная
- Ярославская

## Транспорт
Связан автобусным сообщением с городом Артёмом маршрутом № 16 Артём (центр) — Суражевка — Заводской.

## Предприятия
- Отделение связи 692779
- Приморская овощная опытная станция
- ООО «Суражевка» (строительная организация)
- ФГУП «Дальневосточное»